# 18ns Premis AVN
La cerimònia dels 18ns Premis AVN, presentada per Adult Video News (AVN), va tenir lloc el 8 de gener de 2001 al Venetian Hotel Grand Ballroom, a Paradise (Nevada), EUA. Durant el la cerimònia, AVN va presentar els Premis AVN en 77 categories en honor a les millors pel·lícules pornogràfiques estrenadas entre l'1 d'octubre de 1999 i el 30 de setembre de 2000. La cerimònia va ser produïda per Gary Miller i dirigida per Mark Stone. L'estrella de cinema per a adults Jenna Jameson va presentar l'espectacle per segona vegada.
El guanyador més gran de l'any va ser Dark Angels amb sis premis, inclòs el millor llargmetratge de vídeo i el millor director—vídeo per a Nic Andrews, tanmateix, Watchers va guanyar a la millor pel·lícula mentre va aconseguir tres trofeus addicionals. Altres guanyadors múltiples inclouen: Les Vampyres amb cinc premis, Dream Quest amb quatre i Raw i West Side amb tres cadascun.

## Guanyadors i nominats
Els nominats als 18è premis AVN es van anunciar el novembre de 2000. Dream Quest va liderar el camí amb 20, seguit de  Watchers amb 18, Les Vampyres amb 17, West Side amb 16, Raw amb 15, Dark Angels amb 14, Jekyll and Hyde amb 12 i A Midsummer Night's Cream, Artemesia i In the Days of Whore amb 10 cadascun.
Els guanyadors es van anunciar durant la cerimònia de lliurament de premis el 8 de gener de 2001.

### Premis principals

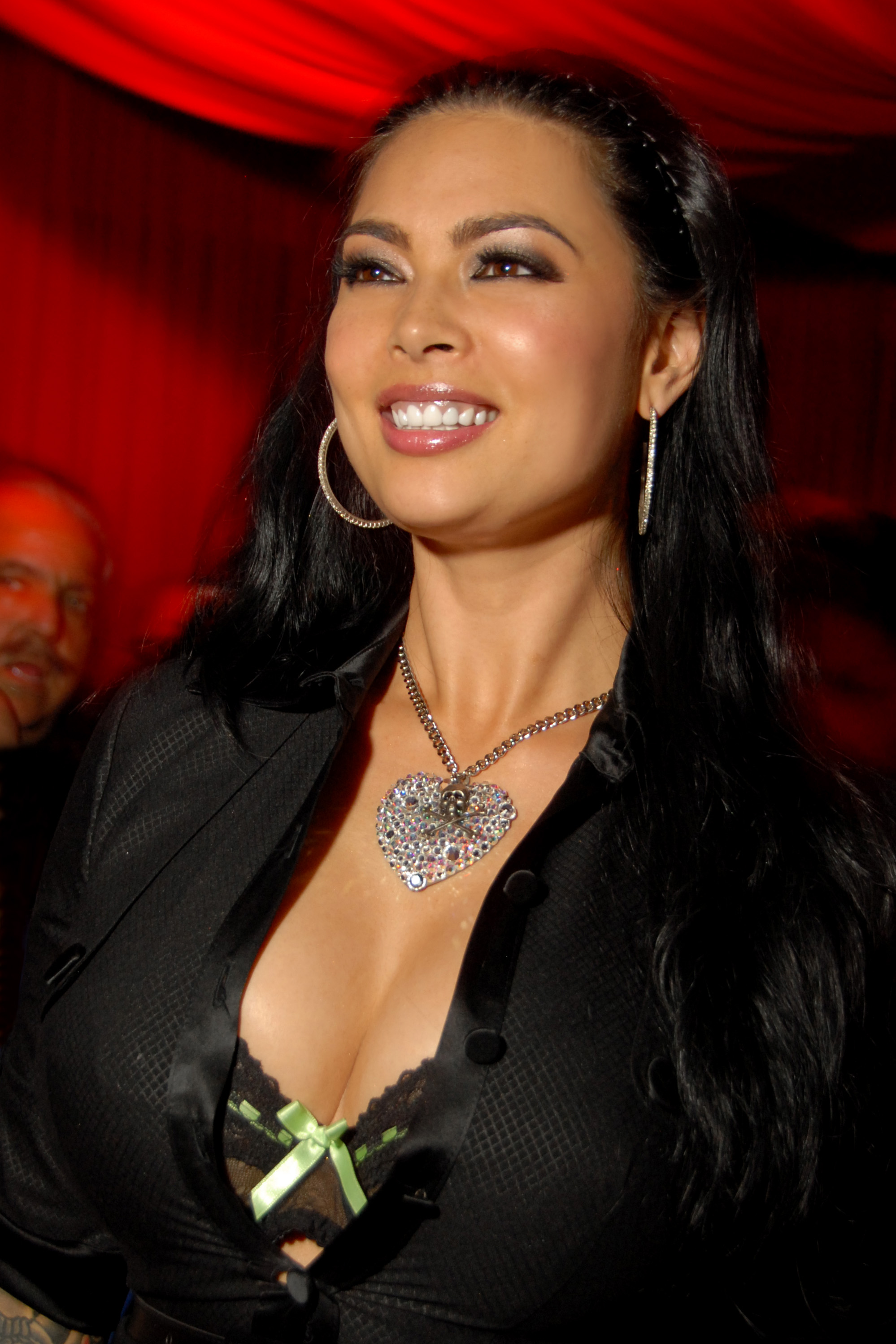
Tera Patrick, premi a la millor nova estrella

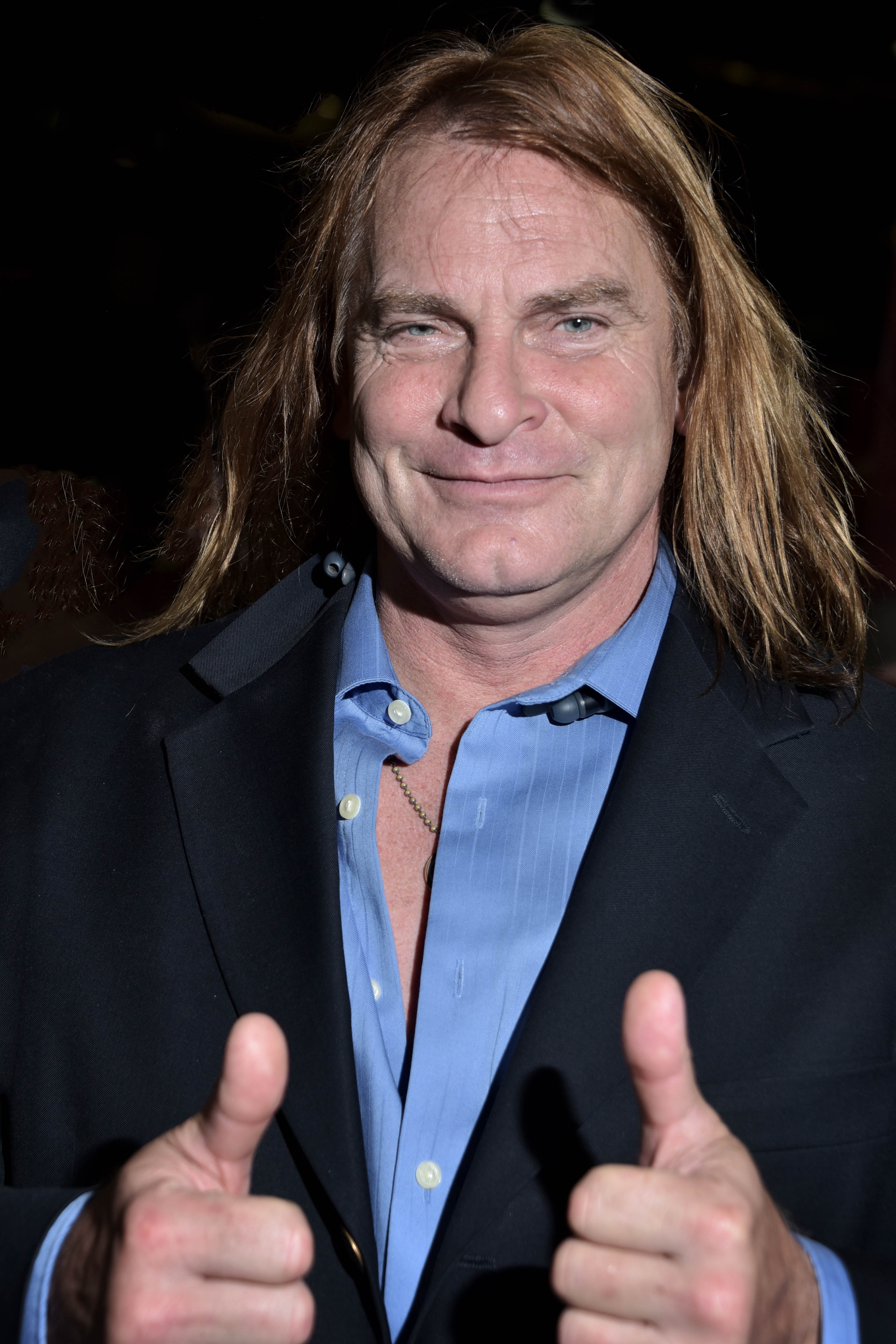
Evan Stone, premi a l’artista masculí de l’any i al millor actor

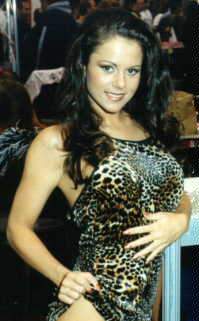
Jewel De'Nyle, artista femenina de l’any

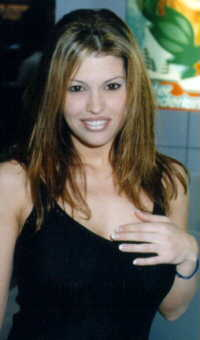
Taylor Hayes, millor actriu—pel·lícula

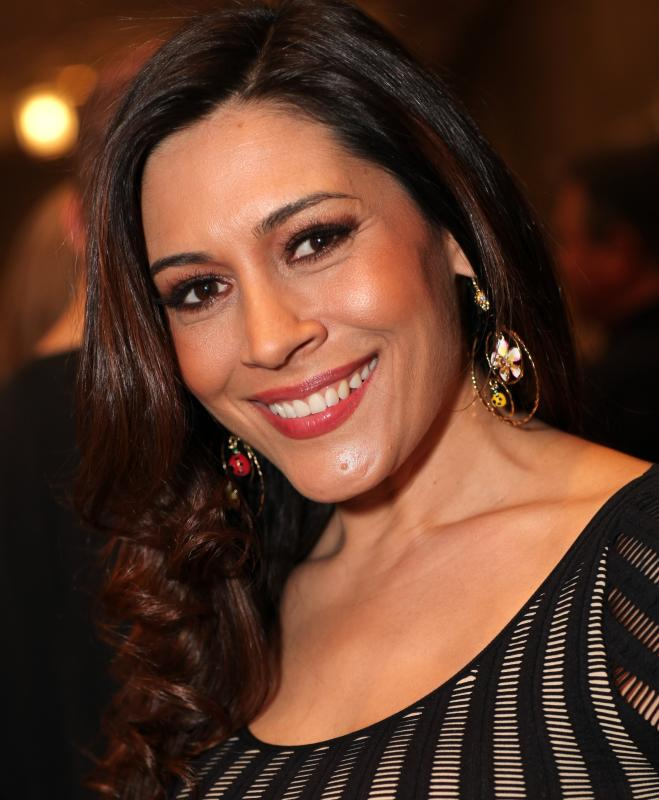
Raylene, millor actriu—pel·lícula (coguanyadora)

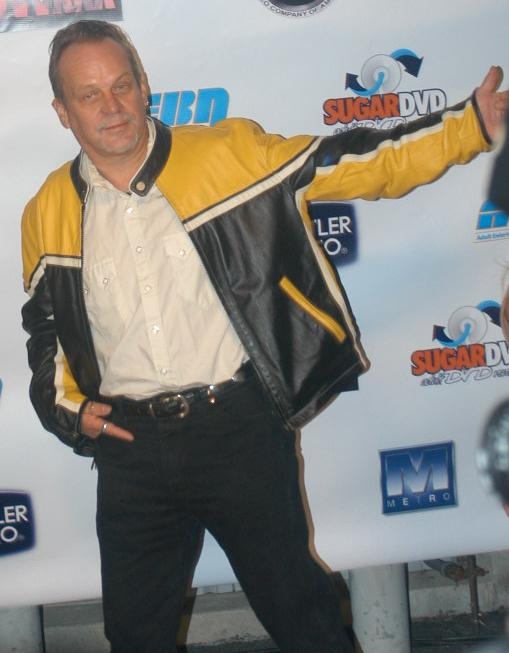
James Avalon, Millor Director—pel·lícula

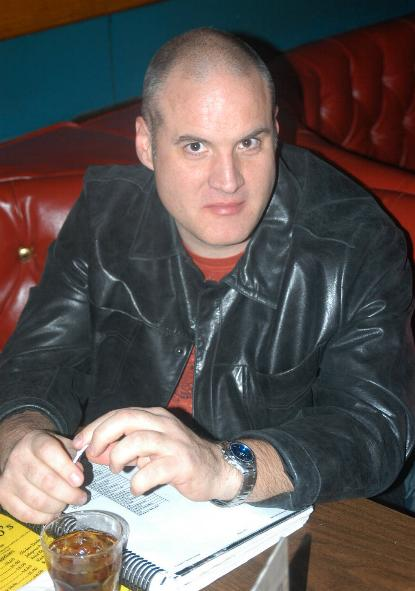
Michael Raven, Millor guió—pel·lícula

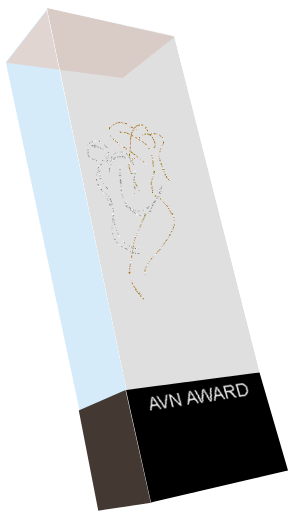
El nou trofeu dels Premis AVN

Els guanyadors s'enumeren en primer lloc, es destaquen en negreta i s'indiquen amb una doble daga ().
| Millor pel·lícula | Millor vídeo |
| --- | --- |
| - Watchers - Adrenaline - Artemesia - Dream Quest - Façade - Jekyll and Hyde - Les Vampyres - Looker 2: Femme Fatale - A Midsummer Night's Cream - Screamers - Secret Party | - Dark Angels - Carnal Secrets - Goddaughter 5 - In the Days of Whore - New Wave Hookers 6 - Partners Forever - The Pushover - Raw - Shayla's Web - Spellbound - Taboo of Tarot - Trixxx 2 - West Side - White Lightning |
| Millor DVD | Millor doble estrella |
| - Raw - All Star - Boobsville.com - Dark Garden - Decadence - Double Feature - Dream Quest - Fetish Therapy - Jekyll and Hyde - Nothing to Hide 3 & 4 - Sexual Species - Watchers - West Side - White Lightning - A Witch's Tail | - Tera Patrick - Alexa - Cassidey - Dayton - Jessica Drake - Tasha Hunter - Miko Lee - Lola - Heather Lyn - Tiffany Mason - McKayla Matthews |
| Premi a l’artista masculí de l’any | Premi a l’artista femenina de l’any |
| - Evan Stone - Mark Davis - Dillion Day - Erik Everhard - Max Hardcore - Dave Hardman - Luciano - Mr. Marcus - Rocco Siffredi - Randy Spears - Nacho Vidal | - Jewel De'Nyle - Jessica Darlin - Dee - Bridgette Kerkove - Kristi Myst - Alexandra Quinn - Serenity - Sydnee Steele - Inari Vachs - Ava Vincent |
| Millor Actor—Pel·lícula | Millor Actriu—Pel·lícula |
| - Evan Stone, Adrenaline - Tyce Bune. True Blue - Dillion Day. Watchers - John Decker. Secret Party - Mike Foster. Jekyll and Hyde - Joel Lawrence. Les Vampyres - Herschel Savage. Dream Quest - Randy Spears. Façade - Bobby Vitale. Façade | - Taylor Hayes, Jekyll and Hyde - Raylene, Artemesia (tie) - Nina Hartley, A Midsummer Night's Cream - Jenna Jameson, Dream Quest - Julie Meadows, Watchers - Sydnee Steele, Façade - Gwen Summers, Looker 2: Femme Fatale - Syren, Les Vampyres - Inari Vachs, Façade - Ava Vincent, Les Vampyres |
| Millor Actor—Video | Millor Actriu—Video |
| - Joel Lawrence, Raw - Tyce Bune, Wages of Sin - Dillion Day, Dark Angels - Mike Horner, Prisoner of Sex - Jonathan Morgan, Becoming Wet - Herschel Savage, Spellbound - Randy Spears, Partners Forever - Lexington Steele, West Side - Evan Stone, Paradise Hole - Tony Tedeschi, She Town | - Serenity, M: Caught In the Act - Juli Ashton, Bliss - Asia Carrera, Goddaughter 5 - Jewel De'Nyle, Dark Angels - Kylie Ireland, Raw - Devinn Lane, Spellbound - Ginger Lynn, White Lightning - Tera Patrick, Sex Island - Sydnee Steele, Dark Angels - Gwen Summers, Virgin Whore - Inari Vachs, West Side - Ava Vincent, Perfectly Flawless |
| Millor Director—Pel·lícula | Millor Director—Video |
| - James Avalon, Les Vampyres - Brad Armstrong, Dream Quest - Andrew Blake, Secret Paris - Stuart Canterbury, A Midsummer Night's Cream - Nic Cramer, Looker 2: Femme Fatale - Ralph Parfait, The Cult - Michael Raven, Watchers - Andre Richard, Screamers - Paul Thomas, Artemesia | - Nic Andrews, Dark Angels - Brad Armstrong, Spellbound - Francois Clousot, Trixxx 02 - Jim DiGiorgio, The Sopornos - Veronica Hart, White Lightning - Father John, Carnal Secrets - Bud Lee, Goddaughter 5 - Cash Markman, A Lust in America - Michael Ninn, Shayla's Web - Antonio Passolini, Raw - Jace Rocker, The Pushover - Ren Savant, West Side, - Nicholas Steele, Taboo of Tarot - Thomas Zupko, In the Days of Whore |
| Millor actriu secundària—Video | Millor comèdia sexual |
| - Midori, West Side - Alexa, Partners Forever - Juli Ashton, Best Friends - Chloe, White Lightning - Jeanna Fine, Ooze - Bridgette Kerkove, Out of Control - Anna Malle, A Witch's Tail - Sonja Redd, Goddaughter 5 - Tabitha Stevens, Bride of Double Feature - Gwen Summers, Trailer Trash Nurses - Keri Windsor, The Collector | - M: Caught in the Act - Big Island Blues - The Cellar Dweller 3 - Debbie Does Iowa - A Lust in America - Porno Chick - Prisoner of Sex - The Sopornos - Super Quick |
| Cinta més venuda | Cinta més llogada |
| - Dream Quest | - Dream Quest |
| Hot Video Award (Best U.S. Release in France) | Best Foreign Release |
| - Tell Me What You Want - Bliss - Chloé - Dark Garden - Double Feature - Playthings - Raw - Search for the Snow Leopard - Trial By Copulation | - Rocco: Animal Trainer 3 - Assquest 2 - The Club - Dangerous Things - Fashion - The Inheritance - The Loves of Laure - Matador 4: Anal Garden - Rocco Meats an American Angel in Paris - Tease |
| Millor pel·lícula All-Sex | Millor vídeo All-Sex |
| - Erotica - Decadence - House of Hooters - Lipstick - Pinups 2 - Private Openings - Secret Paris | - Buttwoman vs. Buttwoman - All Star - Cum Covered 4 - Depraved Fantasies 7 - Fresh Meat 8 - Gangbang Auditions #5 - In Style - Lust in Paradise I & II - Pickup Lines 47 - Sexual Healing - Sodomania: Gangbang Edition - White Trash Whore 16 - XXXtreme Fantasies of Jewel De'Nyle |
| Millor estrena gonzo | Millor sèrie gonzo |
| - Please 12 - Ben Dover's Back To the Crack - Buttman's Big Tit Adventure 5 - Cumback Pussy 29 - Fresh Meat 8 - Fuck 'Em All 3 - Mission to Uranus - The Voyeur 16 - The Watcher 10 - Welcome to Chloeville - Whack Attack 8 | - Please! - Action Sports Sex - Ben Dover - Buttman - Fresh Meat - Freshman Fantasies - North Pole Series - Seymore Butts - The Voyeur - Whack Attack |
| Millor sèrie de tema ètnic | Millor escena sexual en estrena estrangera |
| - Chica Boom - Bootylicious - Booty Talk - Color Blind - Inner City Black Cheerleaders Search - Latinas Debutantes - More Black Dirty Debutantes - My Baby Got Back - Panochitas - Sugar - Sugar Walls - Super Freaks - United Colors of Ass - We Go Deep | - Jazmine, Nacho Vidal, Isabella, Buttman's Anal Divas - Cynthia Palmers, John Walton, Bob Terminator, Karl Ben, Ass Quest - Nicole Thomson, Christie, David Perry, Buttman's Anal Divas - The Boat Orgy (Bruna Barcelli, Cassandra Wild, Isabella, Jazmine, Samantha Santos, Fabio Scorpion, Hatman, Joey Silvera, Nacho Vidal, Rocco Siffredi), Buttman & Rocco's Brazilian Buttfest - David Perry, Silvia Saint, Dangerous Things - Anal Gang Bang (Kelly, Martina Mercedes), Dirty Anal Kelly in Rome 2 - Kathrine Count, David Perry, Richard Langin, Ian Scott, Euro Angels: Hardball 8 - Laura Dark, Nacho Vidal, Vanessa, Fashion Sluts 14: The Lost Whores - Jazmine, Nacho Vidal, Fresh Meat 8 - Russian Military Prison Scene, Hell, Whores and High Heels - Nacho Vidal, Ellen, Killer Pussy - Nikita, Christoph Clark, Obsession of Laure - Lea Martini, Katyana, Oceane, Richard, Private XXX 11 - Savana, Carmen, Rocco Siffredi, Rocco Meats an American Angel in Paris - Princess, Cassandra, Rocco Siffredi, Rocco's True Anal Stories 11              |
| Millor escena sexual All-Girl —Pel·lícula | Millor escena sexual All-Girl —Video |
| - Ava Vincent, Syren, Les Vampyres - Sky, Alexa Rae, Debbie Does New Orleans - Jenna Jameson, Stephanie Swift, Felecia, Dream Quest - Alexa, Jenna Jameson, Dream Quest - The Fairy Orgy (Amber Michaels, Cheyenne Silver, Ginger Paige, Nakita Kash, Nina Hartley, Shay Sweet), A Midsummer Night's Cream - Janine, Randi Rage, Pink Janine - Shay Sweet, Gina Ryder, Private Openings - Katja Kean, Ava Vincent, Virtuoso - Katja Kean, Shay Sweet, Watchers | - Sydnee Steele, Jewel De'Nyle, Dark Angels - Emily, Coral Sands, Felecia, Tina Cheri, Bobbi Barron, Babes Illustrated 8 - Charlene Aspen, Linda Diego, Daisy Chain, Buttwoman vs. Buttwoman - Brooke Hunter, Felecia, Angela Summers, Sydnee Steele, Temptress, Inari Vachs, Daisy Chain, Car Wash Angels 2 - Chloe, Tina Tyler, Shelbee Myne, Chloe's "I Came, Did You?!!" - Juli Ashton, Shayla LaVeaux, Dee, Keri Windsor, the Sybian, Essentially Dee - Brittany Andrews, Chandler, Exotic and Erotic - Jackie Strano, C. C. Belle, Hard Love/ How To Fuck in High Heels - Kiki D'Aire, Ryan Conner, Monique DeMoan, New Wave Hookers 6 - Bridgette Kerkove, Kylie Ireland, No Man's Land 32 - Group Shower Scene, Ooze - Bridgette Kerkove, Sana Fey, Nikol, Pussyman's Decadent Divas 3 - Shayla LaVeaux, Keri Windsor, Alexandra Nice, Shayla's Web - Jill Kelly, Daisy Chain, Amanda Rain, S.M.U.T. 16 - The All-Girl Orgy (Bridgette Kerkove, Candy Apples, Coral Sands, Daisy Chain, Gwen Summers, Layla Jade, Vivi Anne), The Violation of Bridgette Kerkove |
| Millor escena sexual parelles—Pel·lícula | Millor escena sexual parelles—Video |
| - Sydnee Steele, Bobby Vitale, Façade - Jessica Drake, Evan Stone, Adrenaline - Halli Aston, Evan Stone, The Cult - Devin Wolf, Jenna Jameson, Dream Quest - Kira Kener, Erik Everhard, Façade - Joel Lawrence, Ava Vincent, Les Vampyres - Mickey G., Gwen Summers, Looker 2: Femme Fatale - Dee, Herschel Savage, Screamers - Azlea Antistia, John Decker, Secret Party - Dasha, Dillion Day, Shakespeare Revealed - Sydnee Steele, Randy Spears, Watchers   | - Lexington Steele, Inari Vachs, West Side - Jill Kelly, Eric Price, Carnal Secrets - Lola, Dillion Day, Chica Boom 3 - Lexington Steele, Alexandria Quinn, Cumback Pussy 29 - Ginger Paige, Voodoo, Dark Angels - Syren, Evan Stone, Intimate Expressions - Ginger Lynn, Voodoo, New Wave Hookers 6 - Temptress, Randy Spears, Spellbound - Evan Stone, Envy, Taboo of Tarot - Randy West, Bridgette Hasek, Up and Cummers 72 - Tera Patrick, Randy West, Up and Cummers 80 - Midori, Dillion Day, West Side - Asia Carrera, John Decker, Wet Dreams 7 - Lexington Steele, Alexandra Nice, Wickedgirl.com |

### Guanyadors dels premis addicionals
- Millor pel·lícula All-Girl: Hard Love/How to Fuck in High Heels
- Millor sèrie All-Girl: The Violation of...
- Millor vídeo alternatiu: Dream Girls: Real Adventures 18
- Millor escena de sexe anal—Pel·lícula: Randy Spears, Inari Vachs; Façade
- Millor escena de sexe anal—Video: "Kristi Myst's Anal Gang Bang" (Kristy Myst, Anthony Crane, Arnold Schwartzenpecker, Brandon Iron, Brian Surewood, Dick Nasty, Gino Greco, John Strong, Rod Fontana, Trevor Thompson, Valentino), In the Days of Whore
- Millor pel·lícula de temàtica anal: Rocco's True Anal Stories 11
- Millor sèrie de temàtica anal: Rocco's True Anal Stories
- Millor direcció artística—Pel·lícula: Jekyll and Hyde
- Millor direcció artística—Video: Shayla's Web
- Millor concepte de coberta de caixa: Les Vampyres, Cal Vista Films/Metro
- Millor fotografia: Ralph Parfait, Jake Jacobs; Dream Quest
- Millor estrena clàssica en DVD: Chameleons Not the Sequel
- Millor sèrie de vídeo contínua: Pick Up Lines, Hollywood Hardcore (tie)
- Millor director—Estrena estrangera: Tanya Hyde; Hell, Whores and High Heels (Pirate Video 10)
- Millor extres DVD: All Star
- Millor muntatge—Pel·lícula: Michael Raven, Sammy Slater; Watchers
- Millor muntatge—Video: Nic Andrews, Dark Angels
- Millor estrena de temàtica ètnica: Panochitas 5
- Millor sèrie de vinyetes estrangera: Private XXX
- Millor cinta de vinyeta estrangera: Hell, Whores and High Heels (Pirate Video 10)
- Millor escena de sexe en grup—Pel·lícula: Violet Luv, Wendi Knight, Brandon Iron; Les Vampyres
- Millor escena de sexe en grup—Video: Hakan Serbes, Alisha Klass, McKayla Matthews; Mission to Uranus
- Best Interactive DVD: Virtual Sex With Tera Patrick
- Millor música: Derik Andrews, Inversion 89; Dark Angels[3][1]
- Millor actuació no sexual—Pel·lícula o Video: Rob Spallone, The Sopornos
- Millor pel·lícula de temàtica oral: Blowjob Adventures of Dr. Fellatio 26
- Millor sèrie de temàtica oral: Blowjob Adventures of Dr. Fellatio
- Millor campanya de màrqueting global—Imatge d'empresa: Vivid Entertainment Group
- Millor campanya de màrqueting global—Títol o sèrie individual: Les Vampyres, Cal Vista Films/Metro
- Millor embalatge: Dream Quest, Wicked Pictures
- Millor sèrie Pro-Am o Amateur: Up and Cummers
- Millor cinta Pro-Am o Amateur: California College Student Bodies 16
- Millor guió—Pel·lícula: Michael Raven, George Kaplan; Watchers
- Millor guió—Video: Antonio Passolini, Raw
- Millor escena de sexe en solitari: Devinn Lane, In Style
- Millors efectes especials: Intimate Expressions
- Millor cinta especialitzada—Bondage i S/M: Humiliation of Heidi
- Millor cinta especialitzada—Pits Grans: Harem Hooters
- Millor cinta especialitzada—Other Genre: Barefoot Confidential 8
- Millor cinta especialitzada—Spanking: Public Canings
- Millor actor secundari—Pel·lícula: Randy Spears, Watchers
- Millor actor secundari—Video: Wilde Oscar, West Side
- Millor actor secundari—Pel·lícula: Chloe, True Blue
- Millor actuació en tease: Jessica Drake, Shayla's Web
- Millor cinta transexual: Rogue Adventures: Big Ass She-Males 7
- Millor videografia: Nic Andrews, Jake Jacobs; Dark Angels
- Millor cinta en vinyetes: Terrors From the Clit 2
- Millor sèrie en vinyetes: Perverted Stories
- Escena sexual més escandalosa: “The Detached Cock” with Bridgette Kerkove, Tyce Bune; In the Days of Whore[3][1]

### Premis AVN Honoraris

#### Premi Reuben Sturman
- Ed Powers, Mark Kernes[3][1]

#### Saló de la Fama
Membres del Saló de la Fama de l'AVN per a l'any 2001 són: Kaitlyn Ashley, John T. Bone, Asia Carrera, Bud Lee, Shayla La Veaux, Clive McLean, Earl Miller, Tiffany Mynx, Reb Sawitz, Sunset Thomas, Bob Vosse, Honey Wilder, Sam Xavier

### Múltiples nominacions i premis
Les següents estrenes foren les més nominades.
| Nominacions | Pel·lícula                |
| ----------- | ------------------------- |
| 20          | Dream Quest               |
| 18          | Watchers                  |
| 17          | Les Vampyres              |
| 16          | West Side                 |
| 15          | Raw                       |
| 14          | Dark Angels               |
| 12          | Jekyll and Hyde           |
| 10          | A Midsummer Night’s Cream |
| 10          | Artemesia                 |
| 10          | In the Days of Whore      |
| 9           | Spellbound                |
| 9           | White Lightning           |
| 8           | Adrenaline                |
| 8           | Goddaughter 5             |
| 8           | Screamers                 |
| 8           | Shayla's Web              |

Les següents 15 estrenes van rebre múltiples premis:
| Premis | Pel·lícula                                    |
| ------ | --------------------------------------------- |
| 6      | Dark Angels                                   |
| 5      | Les Vampyres                                  |
| 4      | Dream Quest                                   |
| 4      | Watchers                                      |
| 3      | Raw                                           |
| 3      | West Side                                     |
| 2      | Blowjob Adventures of Dr. Fellatio 26         |
| 2      | Façade                                        |
| 2      | Hell, Whores and High Heels (Pirate Video 10) |
| 2      | In the Days of Whore                          |
| 2      | Jekyll and Hyde                               |
| 2      | M: Caught In the Act                          |
| 2      | Please 12                                     |
| 2      | Rocco's True Anal Stories 11                  |
| 2      | Shayla's Web                                  |

## Informació de la cerimònia
L'entrega de premis va marcar l'estrena del seu nou disseny de trofeu, que Adult Video News va anomenar "un monòlit de lucite 3-D original que va aclamar la tan esperada Desaparició de la Gossa d'Or".
L'espectacle de l'any va comptar amb una "Pussy Cam", una càmera a nivell del sòl prop del podi de l'escenari, que oferia als assistents una visió poc freqüent de la roba interior de les estrelles femenines o la manca d'aquesta. En el seu moment al podi, l'actor Mark Davis va oferir a les assistents el mateix temps deixant-se caure els pantalons per al suposat benefici del públic.
El programa es va gravar i es va publicar un DVD del programa distribuït per VCA Interactive.

### Representació de les pel·lícules de l'any
Dream Quest es va anunciar com la pel·lícula més venuda de la indústria del cinema per adults i també va ser la pel·lícula més llogada l'any anterior.

### Revisions crítiques
El programa va rebre una recepció negativa de Adult DVD Talk. Un article de Groundskeeper Willie el va titula "The Adult Video Snooze Awars" i, a més d'haver trobat l'espectacle lent i monòton, també va criticar que els organitzadors no fessin servir pel·lícules o videoclips durant l'espectacle, fins i tot en les categories principals.
La revista Hustler va coincidir que "la cerimònia es va allargar durant el que va semblar una eternitat, però encara va aconseguir entretenir, malgrat les insegures habilitats d'acollida de la tímida Jenna Jameson" i també va denunciar els 195 dòlars que costaven les entrades.